# 韦岛
韦岛（Pulau Weh）是苏门答腊西北方的一座小型活火山岛屿。它最初与苏门答腊本土相连，后来由于该岛火山在更新世时期的最近一次喷发与苏门答腊隔海相望。该岛位于安达曼海。岛上最大的城市是沙璜，是印度尼西亚最西端的港口。
该岛因其多元的生态系统而著名；印尼政府将该岛及附近海域构成的60 km²的区域划定为野生动植物保护区。海岸附近发现了珍惜物种巨口鲨，而且该岛是瓦尔哈拉蟾蜍的唯一栖息地。岛附近的珊瑚礁区因鱼类种类的丰富而知名。

## 地理
韦岛位于安达曼海，尼科巴群岛及安达曼群岛就分布于苏门答腊至缅甸板块的连线之上。安达曼海位于一个正在活动的微型板块之上。这个微型板块在海底的活动创造了一个复杂的地质断层系统和火山岛链。
该岛离苏门答腊最北端有15公里远。岛的面积只有156.3 km²，但是山很多。岛上有一座气孔火山，高度为海拔617米。据推测最近的一次喷发发生在更新世时期。作为这次喷发的后果，该山部分垮塌，被海水所淹没，从而形成了一座单独的岛屿。  
沉没于海底的气孔有距离沙璜有9米深。在丛林中发现了一座火山锥。岛上有三处硫质喷气孔区域（泥盆），一处在山顶东南方750米，另两处分别在山顶西北5公里和11.5公里，位于Lhok Perialakot湾西岸。
韦岛周围有四座小岛：克拉、鲁比亚、赛乌拉科、郎多。鲁比亚岛的周围有珊瑚礁群，是潜水旅游胜地。由于到沙特阿拉伯只能走海路，鲁比亚被用作朝觐期间印尼穆斯林的隔离检查站。

## 居民
韦岛是亚齐省的一部分。1993年的人口普查显示该岛有24700居民。人口的主体是亚齐族，剩下的是米南加保族、爪哇族、巴塔克人和华人。现在不大清楚该岛最初有人定居是在何时。伊斯兰教是主要的宗教，亚齐省专门实施沙里亚法规。不过，岛上也有一些基督教和佛教信徒。他们主要是爪哇人、巴塔克人和华人。
2004年12月24日，安达曼海底发生了里氏9.0级地震。这场地震引发的一系列海啸使得至少130000印尼人丧生。地震对该岛的影响不大，但不大清楚有多少该岛居民在地震中丧生。

## 经济

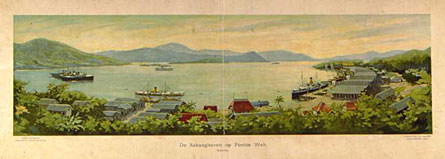
1910年的一幅关于沙璜的油画

韦岛的经济主要依赖农业。主要的农产品是丁香和椰子。岛上还有着小规模的渔业，渔民们广泛的使用炸药和氰化物捕鱼。自1982年始，印尼政府成立了一个包括34 km²岛上区域和26 km²周围海域的自然保护区。 
岛上的两个主要城市是沙璜和巴罗汗。巴罗汗是一个渡运港口，是苏门答腊班达亚齐与韦岛间的运输中心。沙璜自19世纪末期后就成为一个重要的码头，因为该市是繁忙的马六甲海峡的门户。

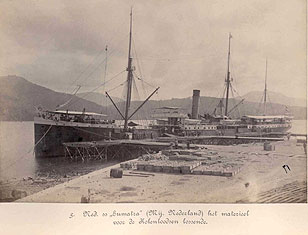
大约1895年苏门答腊轮船在沙璜靠岸时的情景

在1896年苏伊士运河开放前，从非洲到印尼要通过巽他海峡。从苏伊士运河再通过马六甲海峡到达印尼的路程则较短。由于沙璜海域水深且受良好保护，荷属东印度群岛政府决定在这个天然海港建造码头。1883年，沙璜码头对亚齐联盟的船只开放。 荷兰人一开始把这个港口当作荷兰海军的加煤站，后来对商船也逐渐开放，用于传递和出口货物。 
每年有50000只船经过马六甲海峡。2000年印尼政府宣布沙璜为自由贸易区和自由港，试图把该港建成从海峡经过的各国船只的后勤中心以获取经济利益。 这个深水港的基础设施、港口、仓库、补给设备都发展了起来。
韦岛还因生态旅游而著名。潜水、在火山下漫步以及海滩都很吸引人。Iboih，韦岛的一个小村庄，是水肺潜水的胜地。Iboih不远处的鲁比亚岛则因珊瑚礁而闻名。

## 生态系统
1997-1999年，保护国际主持了一项关于该地区珊瑚礁现状的调查。根据调查，珊瑚的多样性相对较低，但是鱼的种类则很丰富。调查中提到的鱼类包括Pogonoperca ocellata、Chaetodon gardneri、Chaetodon xanthocephalus、Centropyge flavipectoralis、Genicanthus caudovittatus、Halichoeres cosmetus、Stethojulis albovittatus、Scarus enneacanthus、Scarus scaber以及Zebrasoma desjardinii。

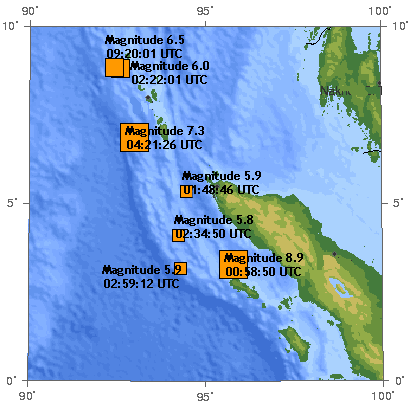
2004年亚齐及安达曼海附近发生的地震

2004年3月13日，一头巨口鲨被冲上加邦海滩。巨口鲨有一口奇特的大牙齿，吻很短。 这头鲨据说是自1978年发现该物中以来见到的第21头 （也有人说是第23头）。这只雄鲨有1.7米长、13.82公斤重，被冷冻送往印尼科学院作进一步的科学研究。2006年，太平洋、印度洋及大西洋中巨口鲨只被发现了36次。
2004年的地震和海啸对韦岛产生了一定影响。在Iboih村，一大片红树林被毁。海啸产生的碎片堆积在附近的珊瑚礁中。在2005年，大约14400棵树苗被重新种植以挽救红树林。
除了水下生态系统，韦岛还是濒危物种瓦尔哈拉蟾蜍的唯一产地。 现在人们只能通过岛上的模式标本来认识它。由于韦岛植被的严重减少，该物种的数量难以确认。